# والتر فاولر
والتر فاولر (بالإنجليزية: Walter Fuller)‏ هو بواق أمريكي، ولد في 15 فبراير 1910 في دييرسبورغ في الولايات المتحدة، وتوفي في 20 أبريل 2003 في سان دييغو في الولايات المتحدة.

## وصلات خارجية
- والتر فاولر على موقع IMDb (الإنجليزية)
- والتر فاولر على موقع ميوزك برينز (الإنجليزية)
- والتر فاولر على موقع أول ميوزيك (الإنجليزية)